# لورا جونز (لاعبة جمباز فني)
لورا جونز (بالإنجليزية: Laura Jones)‏ هي لاعبة جمباز فني بريطانية، ولدت في 12 يونيو 1992 في نوتنغهام في المملكة المتحدة.